# Hatton (Lincolnshire)
Hatton – wieś w Anglii, w hrabstwie Lincolnshire, w dystrykcie East Lindsey. Leży 21 km na wschód od Lincoln i 197 km na północ od Londynu.